# 大物養成計画
『大物養成計画』（おおものようせいけいかく）は、1965年2月7日から同年4月11日まで日本テレビ系列局で放送されていた日本テレビ製作のテレビドラマである。大正製薬の一社提供。全10話。放送時間は毎週日曜 20:00 - 20:56 （日本標準時）。

## 概要
丸の内にある業績の振るわない大企業が、働き盛りの社員4人に経営者としての特別教育を仕込む話をドラマ化した作品。本作主演の犬塚弘、ハナ肇、植木等は、前年まで同じ時間帯にNHK総合テレビで放送されていた『若い季節』にも出演していた。

## キャスト
- 犬塚弘（ハナ肇とクレージーキャッツ）
- ハナ肇（ハナ肇とクレージーキャッツ）
- 植木等（ハナ肇とクレージーキャッツ）
- 木の実ナナ
- 鹿内タカシ
- 斎藤達雄
- 小畠絹子
- 宮城まり子
- 朝丘雪路
- 戸浦六宏
- 横山道代
- 牟田悌三
- 芳村真理
- 多々良純
- ほか

## スタッフ
- 原作：城山三郎（『重役養成計画』より）
- 脚本：池田一朗 ほか
- 演出：蒲生順一 ほか

## 参考資料
- テレビドラマデータベース[どれ?]